# Нојбиберг
Нојбиберг (њем. Neubiberg) општина је у њемачкој савезној држави Баварска. Једно је од 29 општинских средишта округа Минхен. Према процјени из 2010. у општини је живјело 14.216 становника. Посједује регионалну шифру (AGS) 9184146.

## Географски и демографски подаци
Нојбиберг се налази у савезној држави Баварска у округу Минхен. Општина се налази на надморској висини од 547–555 метара. Површина општине износи 5,8 km². У самом мјесту је, према процјени из 2010. године, живјело 14.216 становника. Просјечна густина становништва износи 2.464 становника/km².

## Међународна сарадња
| Мјесто        | Држава    | Врста сарадње | Од    |
| ------------- | --------- | ------------- | ----- |
| Черноголовка  | Русија    | партнерство   | 1991. |
| Антоњинек     | Пољска    | партнерство   | 1981. |
| Сомбатхељ     | Мађарска  | партнерство   | 1989. |
|               | Француска | партнерство   | 1992. |
| Аблон сир Сен | Француска | партнерство   | 1995. |
| Штајнфелд     | Аустрија  | партнерство   | 1975. |
| Извор         |           |               |       |